# Łoszkiwci
Łoszkiwci (ukr. Лошківці, pol. Łoszkowce) – wieś na Ukrainie, w obwodzie chmielnickim, w rejonie kamienieckim.
We wsi znajduje się przystanek kolejowy Łoszkiwci, położony na linii Chmielnicki – Kelmieńce.

## Historia
W XIX i w początkach XX w. położona była w Rosji, w guberni podolskiej, w powiecie kamienieckim, w gminie Kujawy; poczta Tynna.
Po I wojnie światowej pod administracją polską, w Zarządzie Cywilnym Ziem Wołynia i Frontu Podolskiego, w okręgu podolskim, w powiecie kamienieckim.
W wyniku postanowień traktatu ryskiego znalazła się w granicach Związku Sowieckiego. Od 1991 w niepodległej Ukrainie.

## Dwór
Piętrowy dwór wybudowany przez Zygmunta Modzelewskiego w 1893 r. Budynek z wejściem (nad nim balkon) kryty dachem dwuspadowym szczytem skierowanym do frontu. Skrzydła kryte dachem dwuspadowym. Obok park. Obiekt zniszczony w 1917 r.